# 岔路口镇
岔路口镇，是中华人民共和国吉林省长春市德惠市下辖的一个乡镇级行政单位。

## 行政区划
岔路口镇下辖以下地区：
振华社区、团结社区、富强社区、永进社区、岔路口村、曲家村、莲花村、同巨永村、新生村、河北村、马家店村、解放村、黎明村、毛家村、朝阳山村、三角泡村、跃进村、程家村、三合村、育新村、桥头村、北长沟村和南长沟村。